# Цибульська Надія Андріївна
Надія Андріївна Цибýльська (нар. 26 березня 1951, с. Дарахів) — українська акторка. Дружина Адама Цибульського. Заслужена артистка України (2001), народна артистка України (2021).

## Життєпис
Надія Цибульська народилася 1951 року в селі Дарахів Теребовлянського району Тернопільської області, нині Україна.
Закінчила Теребовлянське культурно-освітнє училище (1951, нині вище училище культури).
Від 1971 — акторка Тернопільського обласного музично-драматичного театру (нині академічний обласний драм театр).
Від 1974 — акторка Київського музично-драматичного театру ім. П. Саксаганського, від 1976 донині — акторка Львівського музично-драматичного театру (м. Дрогобич).

## Доробок
Ролі:
- Маруся («Дай серцю волю, заведе в неволю» М. Кропивницького)
- Стеха («Назар Стодоля» Т. Шевченка)
- Аза («Циганка Аза» М. Старицького)
- Марія («Яничари» за Р. Іваничуком)
- Солоха («Різдвяна ніч» за М. Гоголем)
- Кайдашиха («Кайдашева сім'я» за І. Нечуєм-Левицьким).

## Виноски
1. ↑  Указ Президента України від 30 березня 2021 року року № 131/2021 «Про відзначення державними нагородами України з нагоди Міжнародного дня театру»